# Boško Balaban
Boško Balaban (Rijeka, 15. listopada 1978.), hrvatski umirovljeni nogometaš.
Balaban je karijeru započeo u rodnom gradu, igrajući za NK Rijeku. Na Kantridi je bio 5 godina dok u sezoni 1999./2000. nije postigao 15 pogodaka, te postao najbolji napadač lige. Tada je transferiran u zagrebački Dinamo gdje ponovno postaje najbolji strijelac lige, s postignutih 14 golova u 25 utakmica. Time je Boško zaradio transfer u englesku ligu, u Aston Villu za cijenu od 5.8 milijuna funti. Na Otoku se nije snašao, a odigrao je tek 9 utakmica. 2002. se godine vratio u Dinamo na posudbu iz Engleske, te zabio 15 golova u 24 utakmice. No, iz Aston Ville su ga potom pustili, te je postao slobodan igrač. 2006. je britanski tabloid The Sun stavio Boška među 11 najvećih promašaja Premiershipa.
Novi angažman pronašao je u Belgiji, u Club Bruggeu gdje je ubrzo postao jedan od važnijih igrača, postigavši 24 gola u 54 utakmice, tokom 2 sezone. Nedavno je potpisao novi ugovor koji ga veže na još 3 godine vjernosti klubu. No, 2. kolovoza 2007. iz Dinama je objavljena vijest o Boškovom povratku. Financijski detalji transfera zasad ostaju tajna.
Kasnijih 90-ih Balaban je nastupao za hrvatsku U-21 momčad, a od 2000. igra u nacionalnoj A selekciji. U 26 sakupljenih nastupa postigao je 9 pogodaka, uključujući hat-trick Latviji u kvalfikacijama za Mundial 2002. Nastupao je još i na europskom prvenstvu u Porugalu, te na svjetskom prventstvu u Njemačkoj, ali je skoro sve vrijeme proveo na klupi. Autor je najbrže postignutog pogotka u povijesti reprezentacije nakon ulaska s klupe, pogodak je to protiv Andore u Maksimiru 7.10.2006., kada je ušao umjesto četverostrukog strijelca Mladena Petrića, te zabio nakon 14 sekundi.
Tijekom priprema reprezentacije za kvalifikacijsku utakmicu protiv Rusije, 3. rujna 2006. Balaban je u ranim jutarnjim satima uhvaćen u disko klubu u Zagrebu, te ga je izbornik Slaven Bilić potjerao iz reprezentacije. Kasnije je odlučeno da će biti kažnjen s plaćanjem 30.000 kn.
Dana 29. siječnja 2012. Malezijska momčad Selangor FA potpisuje ugovor s Balabanom. On je debitirao i zabio pobjednički gol u utakmici protiv Kelantan FA 14. veljače 2012., u pobjedi Selangora od 2:1.
Pomogao je Selangoru da se kvalificira za AFC kup 2013., a nakon toga je dogovoren sporazumni raskid ugovora.
U 1. HNL postigao je 68 golova te je na 13. mjestu liste najboljih strijelaca u povijesti.

## Vanjske poveznice
- Intervju na službenoj stranici Dinama Zagreb  Arhivirana inačica izvorne stranice od 17. srpnja 2009. (Wayback Machine)